# Draai 797204
Draai 797204 is een single van de Belgische zanger Will Tura. Het is een cover van Lonesome 7-7203 van Hawkshaw Hawkins uit 1962. Het lied zorgde voor enige overlast omdat fans de raad opvolgden, het nummer draaiden en zo een Amsterdammer tot wanhoop brachten. Voor dit nummer werkte Will Tura samen met Serge Van Oppens, die later optrad onder Tony condor of met zijn partner Serge en Rita (Snoeks).

## Tracklist

### 7"-single
Palette PB 40.190
1. Draai 797204
2. Waarom zeg jij altijd "Manana"?

## Hitnotering
| Draai 797204               | Draai 797204          | Draai 797204 | Draai 797204 | Draai 797204 |
| Hitlijst                   | Datum van binnenkomst | Week:        | 1            |              |
| -------------------------- | --------------------- | ------------ | ------------ | ------------ |
| Tijd voor Teenagers Top 10 | 6-6-1964              | Positie:     | 10           | uit          |